# نظرية استقرار الهيمنة

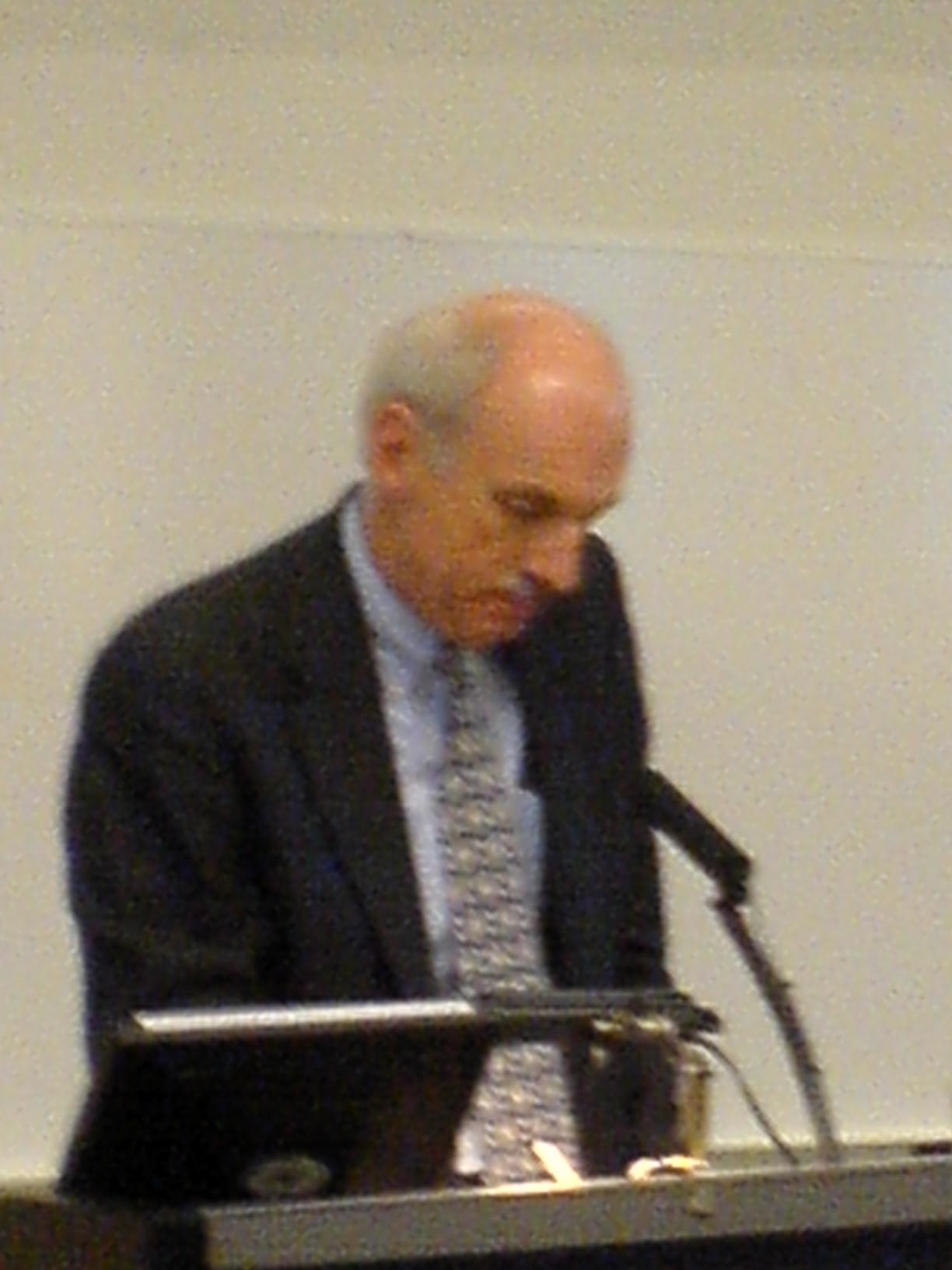
روبرت كيوهين.

نظرية استقرار الهيمنة هي نظرية في العلاقات الدولية متجذرة في بحوث حقول العلوم السياسية والاقتصاد والتاريخ. تصور نظرية استقرار الهيمنة أن النظام الدولي يميل إلى أن يبقى ثابتًا عندما تكون دولة ما هي القوة العالمية المسيطرة أو المهيمنة. لهذا، يقلص انهيار الهيمنة الموجودة أساسًا -أو الدولة التي لا تملك هيمنةً- استقرار النظام الدولي. عندما تمارس دولة مهيمنة القيادة سواءً من خلال الدبلوماسية أو الإكراه أو الإقناع، فهي تستعرض بشكل حقيقي رجحان قوتها. يُطلق على ذلك بالهيمنة، ويدل على قدرة الدولة على السيطرة بشكل فردي على القواعد والاتفاقيات المتعلقة بالعلاقات السياسية والاقتصادية الدولية. تساعد نظرية استقرار الهيمنة على تحليل صعود القوى العظمى إلى دور قائد العالم أو المهيمن على العالم. إضافةً إلى ذلك، يمكن استخدامها لفهم مستقبل السياسة الدولية وحسابها من خلال نقاش العلاقة التكافلية بين تراجع المهيمن وصعود خَلَفه.
يمكن تقسيم البحث حول الهيمنة إلى مدرستين فكريتين: المدرسة العقلانية والمدرسة النظامية. ظهرت نظريتان مسيطرتان من كل مدرسة. ما أطلق عليه روبرت كيوهين بدايةً نظرية استقرار الهيمنة لتنضم هذه النظرية إلى نظرية آيه إف كي أورغانسكي «تحول السلطة» بصفتهما النظريتين المسيطرتين في مدرسة الفكر العقلاني. ظهرت نظرية الدورة الطويلة التي يعتنقها جورج موديلسكي ونظرية أنظمة العالم التي يعتنقها إيمانويل واليرشتاين بصفتهما المقاربتين المسيطرتين في مدرسة الفكر النظامي.
يُعد تشارلز بي. كينديلبيرغر من العلماء المقربين بشدة لنظرية استقرار الهيمنة ويُنظر إليه من قبل البعض على أنه أبو النظرية. في كتابه الصادر عام 1973 «العالم في كساد: 1929-1939»، حاجج تشارلز أن الفوضى الاقتصادية بين الحربين العالميتين الأولى والثانية التي قادت إلى الكساد العظيم كانت متعلقة جزئيًا بالافتقار إلى قائد عالمي يمتلك اقتصادًا مسيطرًا. لمس منطق كينديلبيرغر شيئًا أبعد من الاقتصاد، ومع ذلك، تكمن الفكرة المركزية لنظرية استقرار الهيمنة أن النظام العالمي، بمعايير السياسة والقانون الدولي وغيرها، يرتكز على الهيمنة لتطوير قواعد هذا النظام وتطبيقها.
إضافةً إلى كينديلبيرغر، من بين الشخصيات الأساسية التي طورت نظرية استقرار الهيمنة روبرت غيلبين وجوان غوا وروبرت كيوهين وستيفن كراسنر وجورج موديلسكي وآخرين.

## صعود الهيمنة
من أجل أن تصعد دولة ما إلى مستوى الهيمنة هناك صفات يجب عليها أو من الإيجابي لها أن تمتلكها.
أولًا، يجب أن تمتلك قوة سياسية وقوة عسكرية وسلطة وطنية متفوقة، وتُعد مهمةً لقدرتها على صياغة قوانين ومنظمات دولية جديدة. بمعايير القوة العسكرية، لا يُعد الجيش المدافع الصامد كافيًا. يجب أن تمتلك الدولة قوةً بحريةً أو قوة جوية متفوقة. يفسر هذا لماذا تموضعت القوى المهيمنة جغرافيًا على الجزر وأشباه الجزر. يوفر الموقع الجزيري وشبه الجزيري أمنًا إضافيًا، حيث تكون القوة البحرية ضرورية، والقدرة على إبراز القوات عسكرية. في بعض الحالات لا تكون القوى المهيمنة جزرًا أو أشباه جزر. على سبيل المثال، أصبحت الولايات المتحدة الأمريكية جزيرةً افتراضية. تمتلك الولايات المتحدة ساحلين ضخمين، ويُعد جيرانها حلفاء أقوياء موثوقين نسبيًا. وأيضًا، تفوقت الولايات المتحدة على بقية أجزاء العالم بفضل الاختراع الحديث للأسلحة النووية ووجود قوة جوية متفوقة تؤمن أمنًا شديدًا موثوقًا.
ثانيًا، يجب أن تملك القوة المهيمنة اقتصادًا كبيرًا وناميًا. عادةً، تُعد السيطرة التي لا منافس لها في قطاع اقتصادي أو تكنولوجي مهمةً.
تُشير الميزتان الأولى والثانية إلى دولة تملك صفة القدرة على تنفيذ قواعد النظام.
ثالثًا، يجب أن تملك الدولة المهيمنة النية للقيادة والنية لإنشاء نظام مهيمن، بالإضافة إلى القدرة على قيادة وتطبيق قواعد النظام. بعد الحرب العالمية الأولى، امتلكت بريطانيا العظمى النية للقيادة لكنها افتقرت إلى القدرات الضرورية لتحقيق ذلك. دون القدرة على فرض الاستقرار على النظام العالمي، تمكنت بريطانيا من فعل القليل لمنع حدوث الكساد العظيم أو الحرب العالمية الثانية.
أخيرًا، يجب أن تلتزم القوة المهيمنة بالنظام والذي يجب أن يكون محسوسًا بصفته منفعةً متبادلة للقوى العظمى والدول الفاعلة المهمة.

## النظريات المتنافسة في استقرار الهيمنة
تُعد الهيمنة جانبًا مهمًا في العلاقات الدولية. ظهرت مدارس فكرية ونظريات مختلفة في محاولة لفهم الجهات الفاعلة المهيمنة بشكل أفضل وتأثيرها.

### مدرسة النظام الفكرية
وفقًا لتوماس مكورميك، يُعرّف العلماء وغيرهم من الخبراء في المدرسة النظامية الهيمنة «باعتبارها امتلاك قوة واحدة للكفاءة الاقتصادية المتفوقة المتزامنة في الإنتاج والتجارة والتمويل». علاوةً على ذلك، يُعتبر وضع الهيمنة المتفوق النتيجةَ المنطقية للجغرافيا المتفوقة والابتكار التكنولوجي والأيديولوجية والموارد المتفوقة وعوامل أخرى.

### نظرية الدورة الطويلة
يُعد جورج موديلسكي، الذي قدم أفكاره في كتاب «الدورات الطويلة في السياسة العالمية» الصادر عام 1987، المهندس الرئيس لنظرية الدورة الطويلة. باختصار، تصف نظرية الدورة الطويلة العلاقة بين دورات الحرب والتفوق الاقتصادي والجوانب السياسية للقيادة العالمية.
تقدم الدورات الطويلة، أو الأمواج الطويلة، وجهات نظر مثيرة للاهتمام حول السياسة العالمية من خلال السماح بالاستكشاف الدقيق للطرائق التي تكررت بها الحروب العالمية، وكيف خُلِفت دول رائدة مثل بريطانيا من قبل الولايات المتحدة بطريقة منظمة. ينبغي عدم الخلط بين هذه النظرية وبين فكرة سيمون كوزنيتس عن دورات طويلة أو تقلبات طويلة، إذ تُعد الدورات الطويلة للسياسة العالمية أنماطًا من السياسة العالمية الماضية.
تُعد الدورة الطويلة، وفقًا للدكتور دان كوكس، فترةً زمنية تدوم ما بين 70 إلى 100 عام تقريبًا. في نهاية تلك الفترة «ينتقل لقب أقوى دولة في العالم من طرف إلى آخر». يقسم موديلسكي الدورة الطويلة إلى أربع مراحل. عندما تؤخذ فترات الحرب العالمية، التي قد تدوم ما يصل إلى ربع إجمالي الدورة الطويلة، في الحسبان، يمكن أن تستمر الدورة من 87 إلى 122 عامًا.
تعتقد العديد من النظريات التقليدية للعلاقات الدولية، بما في ذلك المقاربات الأخرى للهيمنة، أن الطبيعة الأساسية للنظام الدولي هي الفوضى. ومع ذلك، تنص نظرية الدورة الطويلة التي قدمها موديلسكي على أن الحرب وغيرها من الأحداث المزعزعة للاستقرار هي نتاج طبيعي للدورة الطويلة والدورة الأكبر للنظام العالمي، إنها جزء من العمليات الحية للنظام السياسي والنظام العالمي. تُعد الحروب قرارات نظامية تتخللها حركة النظام على فترات منتظمة. لأن السياسة العالمية ليست عملية عشوائية للإصابة أو الإخفاق أو الفوز أو الخسارة، اعتمادًا على حظ الساحب أو القوة الغاشمة للمتسابقين، فالفوضى بكل بساطة لا تلعب دورًا. إنما، وفرت الدورات طويلة على مدى القرون الخمسة الماضية، وسيلةً لاختيار وتشغيل متتاليين لكثير من قادة العالم.
اعتاد موديلسكي على الاعتقاد بأن الدورات الطويلة كانت نتاج العصر الحديث. يقترح أن الدورات الخمس الطويلة، التي حدثت منذ عام 1500 تقريبًا، تُعد جزءًا من دورة نظام عالمي أكبر، أو النظام العالمي الحديث.
بموجب شروط نظرية الدورة الطويلة، حدثت خمس دورات طويلة للهيمنة، كل منها يرتبط بقوة بموجات كوندراتييف الاقتصادية. كانت البرتغال القوة المهيمنة الأولى خلال القرن السادس عشر، ثم هولندا خلال القرن السابع عشر. بعد ذلك، شغلت بريطانيا العظمى المركز مرتين، أولاً خلال القرن الثامن عشر، ثم خلال القرن التاسع عشر. تُعد الولايات المتحدة القوة المهيمنة منذ نهاية الحرب العالمية الثانية.
تطورت النظرة التقليدية لنظرية الدورة الطويلة إلى حد ما، إذ يشير موديلسكي الآن إلى أن شمال وجنوب الصين المحكومة من أسرة سونغ والبندقية وجنوة كانت القوى الاقتصادية المهيمنة خلال الدورات الطويلة في العصور الوسطى. ومع ذلك، فهو لا يصنف أيًا من هذه الدول على أنها قوىً عالمية. عندما اكتسبت البرتغال الهيمنة بعد عام 1500، ظهر هذا التمييز.